# Francis Bergèse

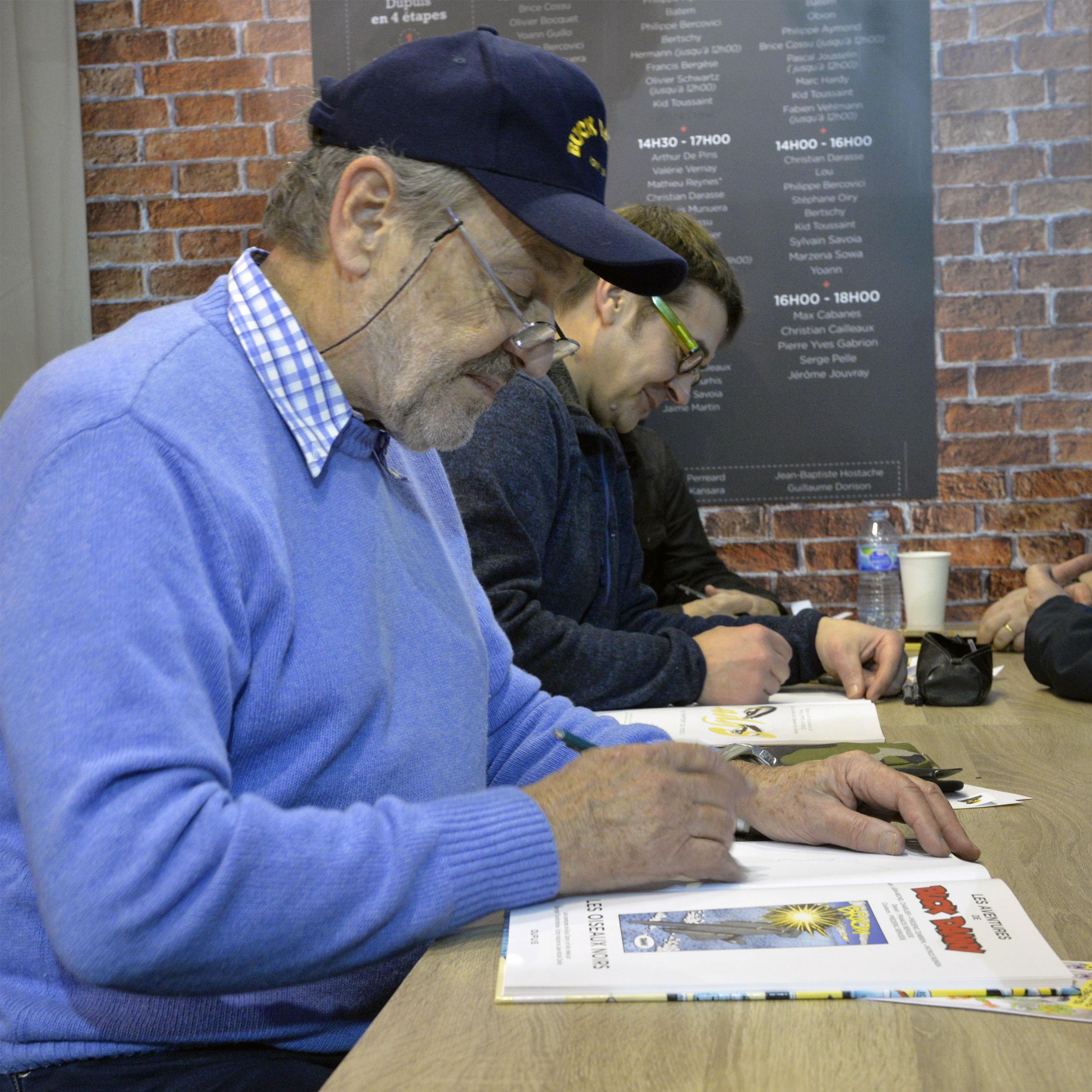
Francis Bergèse (2017)

Francis Bergèse (* 12. Juli 1941 in Crest) ist ein französischer Comiczeichner.
Bereits früh interessierte sich Francis Bergèse für die Fliegerei und das Zeichnen. Er machte den Pilotenschein und arbeitete als Illustrator und Zeichner bei verschiedenen Verlagen. Jean-Michel Charlier wählte ihn nach dem Tod von Victor Hubinon als neuen Zeichner von Buck Danny aus. Gemeinsam entstanden vier Alben. Eine weitere Episode wurde durch den Tod des Szenaristen unterbrochen. Eine weitere Fliegerserie entstand mit Biggles. Francis Bergèse zog sich 2008 in den Ruhestand zurück.